# Anthony Cerami
Anthony Cerami (Newark, Nova Jérsei, 1940) é um bioquímico estadunidense, conhecido por suas pesquisas sobre fatores de necrose tumoral (TNF-α).

## Vida
Cerami obteve em 1962 um bacharelado em bioquímica e química na Universidade Rutgers e um Ph.D. em bioquímica em 1967 na Universidade Rockefeller. No pós-doutorado trabalhou no Jackson Laboratory. Em 1969 foi professor na Universidade Rockefeller. Em 1991 foi diretor do Picower Institute for Medical Research da State University of New York.
Em 1991 foi eleito membro da Academia Nacional de Ciências dos Estados Unidos, em 2001 da Academia de Artes e Ciências dos Estados Unidos. Recebeu a Medalha Banting de 1999 da American Diabetes Association, e o Prêmio Paul Ehrlich e Ludwig Darmstaedter de 2018 – juntamente com David Wallach. Cerami recebeu em 2006 um Doctor honoris causa da Universidade de Frankfurt e da State University of New York, e em 2011 da Jichi Medical University (Japão).